# Gaertnera hirtiflora
Gaertnera hirtiflora är en måreväxtart som beskrevs av Bernard Verdcourt. Gaertnera hirtiflora ingår i släktet Gaertnera och familjen måreväxter. IUCN kategoriserar arten globalt som akut hotad.
Artens utbredningsområde är Mauritius. Inga underarter finns listade i Catalogue of Life.